# Urteilstest
Urteilstests, Urteilsmethoden oder Urteilsverfahren sind solche psychologischen Tests, wo die Beantwortung in der Abgabe einer Einschätzung, eines Urteils besteht. „Urteilsmethoden sind Methoden, die ein Urteilsverhalten auslösen.“ „Dem paradigmatischen Methodensystem entsprechend können vier Datentypen unterschieden werden, Leistungsdaten, Urteilsdaten, Gestaltungsdaten und Deutungsdaten.“ Im Unterschied zu Leistungstests gibt es keine richtigen oder falschen Antworten, sondern es ist in der Regel die für einen Sachverhalt (eigenes Befinden, Selbstbild) zutreffendste Antwort auszuwählen.  Die einzelnen Antworten können sich nach dem Grad der sozialen Erwünschtheit unterscheiden, das Zugeben sozial unerwünschterer Erlebens- und Verhaltensweisen (z. B. Symptome oder kleine menschliche Schwächen) kann bei Urteilsverfahren nur unter bestimmten Bedingungen erwartet werden (Die Beurteilungsbereitschaft muss vorliegen).

## Beispiele
Beispiele für Items:
- Ich bin ein Mensch schneller Entschlüsse (ja – nein)
- Ich habe Herzschmerzen (nie – selten – manchmal – oft)
- Ich bin für die strengere Anwendung von Gesetzen (trifft nicht zu – trifft etwas zu – trifft ganz genau zu)

Typische Beurteilungsanforderungen sind
- das Vorhandensein eines bestimmten Verhaltens (ja – nein)
- der Grad des Zutreffens von Aussagen für eine Person
- die Häufigkeit des Auftretens bestimmter Erlebens- oder Verhaltensweisen.

Die Beurteilung kann zweistufig (dichotom) oder mehrstufig sein. Beispiele für letzteres sind „nie – selten – manchmal – oft“ oder „trifft nicht zu – trifft etwas zu – trifft genau zu“.
Beurteilungsgegenstände können sehr mannigfaltig sein. (Persönlichkeitsmerkmale, Beschwerden, Interessen, Einstellungen, stimmungsbeschreibende Eigenschaften u. a.).

## Abgrenzung
- Die Bezeichnung Fragebogen ist auch für Urteilstests sehr gebräuchlich, die psychologische Tests sind. Nicht jeder Fragebogen ist aber ein Test (etwa bei Beantragung eines Reisepasses).
- Die Bezeichnung Persönlichkeitstest deckt sich ebenfalls nur teilweise damit. Zwar werden mittels Urteilsverfahren häufig Persönlichkeitseigenschaften erfasst. Projektive Tests werden ebenfalls zur Erfassung von Persönlichkeitsmerkmalen eingesetzt. Des Weiteren werden auch Leistungsmerkmale (z. B. Intelligenz) den Persönlichkeitseigenschaften bzw. -merkmalen zugerechnet. Schließlich werden im Konzept der Objektiven Tests Leistungstests auch zur Erfassung von Persönlichkeitseigenschaften im engeren Sinne eingesetzt.

## Beurteiler
Wichtig ist die Perspektive der zu diagnostizierenden Person. Unterschieden wird weiterhin, wer beurteilt. Eine „Selbstbeurteilung“ liegt vor, wenn die zu diagnostizierenden Person selbst über sich urteilt. Diese kann man anwenden, wenn die Bereitschaft und Fähigkeit zur adäquaten und unverzerrten Beurteilung vorhanden sind.
Fremdbeurteilungen erfolgen hingegen durch Dritte. Das kann etwa bei Kindern durch Eltern, Lehrer, anderen Erziehungspersonen; Arbeitskollegen, Verhaltensbeurteilungen durch den Diagnostiker erfolgen.
Widersprüche zwischen Selbst- und Fremdbeurteilung in Tests können gezielt diagnostisch zur Aufdeckung von Unterschieden genutzt werden. Etwa der Gießen-Test ermöglicht einen Vergleich des Selbstbildes in der Partnerschaft mit dem jeweiligen Fremdbild durch den Partner.

## Arten von Urteilsmethoden
- Persönlichkeitsfragebogen
  - Selbstkonzept (Wahrnehmung und das Wissen über die eigene Person)
    - Selbstbild und Idealbild (Realität und Ziele)

  - Tests zur Erfassung von Einstellungen/Meinungen einer Person (Dinge, die nicht unmittelbar das Selbstkonzept, die eigene Person betreffen, etwa Einstellungen zu anderen Personen, Meinungen, Dingen …)
- Interessenfragebogen
- Beschwerdenfragebögen, Symptomfragebögen

## Urteilstendenzen und -fehler
Antworttendenzen können inhaltlich oder formal sein:

### Inhaltliche Antworttendenzen
- Antworten nach der Sozialen Erwünschtheit (bessere Selbstdarstellung als tatsächliches Selbstkonzept, Problem fehlender Ehrlichkeit, ist in Bewerbungssituationen aber üblich)
- Aggravation oder Übertreibung vorhandener Ausprägungen (z. B. Beschwerden, um Therapie/Rente zu erhalten)
- Bagatellisierung oder Untertreibung vorhandener Ausprägungen
- Simulation als eher bewusstes Zugeben von Auffälligkeiten
- Dissimulation als eher bewusstes Abstreiten von Auffälligkeiten
- Halo-Effekt
- Retrospektionseffekt (recall bias) (die Erinnerung und Beurteilung wird durch den aktuellen Zustand beeinflusst, dies kann positiv oder negativ sein)
- Rezenzeffekt (recency effect): Später eingehende Informationen haben größeren Einfluss auf Urteil als frühere
- Primäreffekt (primacy effect): Früher eingehende Informationen werden besser erinnert als später eingehende
- Rückschaufehler (Verzerrung der ursprünglichen Vorhersagen hinsichtlich der tatsächlichen Ausgänge)

### Formale Antworttendenzen
- Akquieszenz Ja-Sage oder auch Nein-Sage-Tendenz
- Tendenz zur Mitte/Extremscheue oder Neigung zu extremen Antworten bei mehrstufigen Antwortskalen
- Effekte der Itemreihenfolge (Positionseffekte)

## Beurteilungsfähigkeit
Für die Anwendung von Urteilstests muss auch eine ausreichende Beurteilungsfähigkeit vorhanden sein (Urteilsvermögen). Bei Kindern und Jugendlichen entwickelt sich die Fähigkeit zur Selbstreflexion erst ab einem bestimmten Alter („gelebtes – erlebtes – reflektiertes Leben“). Auch intellektuelle Fähigkeiten müssen ausreichend entwickelt bzw. nicht abgebaut sein (bei einem Einsatz im Rahmen der Diagnostik von Demenz). Pragmatisch setzen einige Tests einen Intelligenzquotienten von 80 voraus, der ggf. mitgetestet werden sollte.